# آب‌انبار کندر ۲
آب‌انبار شماره دو کندر مربوط به دوره پهلوی اول است و در شهرستان خلیل‌آباد، بخش شش طراز، شهر کندر واقع شده و این اثر در تاریخ ۲۲ مرداد ۱۳۸۴ با شمارهٔ ثبت ۱۳۳۰۶ به‌عنوان یکی از آثار ملی ایران به ثبت رسیده است.